# Бензоат свинца(II)
Бензоат свинца(II) — органическое химическое соединение,
соль свинца и бензойной кислоты
с формулой Pb(C6H5COO)2,
бесцветные кристаллы,
растворяется в воде,
образует кристаллогидраты.

## Получение
- Реакция гидроксида свинца(II) и бензойной кислоты:

{\displaystyle {\mathsf {Pb(OH)_{2}+2C_{6}H_{5}COOH\ {\xrightarrow {}}\ Pb(C_{6}H_{5}COO)_{2}+2H_{2}O}}}

## Физические свойства
Бензоат свинца(II) образует бесцветные кристаллы.
Растворяется в воде.
Образует кристаллогидрат состава Pb(C6H5COO)2 · H2O, который теряет воду при 100 °С.